# Yukihide Gibo
Yukihide Gibo (儀保 幸英 Gibo Yukihide?), född 2 april 1996 i Okinawa prefektur, är en japansk fotbollsspelare.
Gibo började sin karriär 2017 i FC Ryukyu.